# Epizeuxis occidentalis
Epizeuxis occidentalis là một loài bướm đêm trong họ Noctuidae.